# Conophytum pubicalyx
Conophytum pubicalyx är en isörtsväxtart som beskrevs av Lavis. Conophytum pubicalyx ingår i släktet Conophytum, och familjen isörtsväxter. Inga underarter finns listade i Catalogue of Life.